# Macy's Recordings
Pour les articles homonymes, voir Macy's (homonymie).
Macy's Recordings est un label discographique indépendant américain, anciennement basé à Houston, au Texas, actif entre 1949 et 1951. 

## Histoire
Le label est fondé par Charles D. Henry et Macy Lela Henry, mari et femme, qui ont travaillé avec le superviseur Steve Poncio. Poncio travaille comme directeur général pour Macy's en 1946 et fonde ensuite United Record Distributing Company en 1949. Macy dirigeait un grand magasin basé à Houston, au Texas (sans rapport avec le célèbre grand magasin de New York) et en 1948, ils commencent à distribuer des disques pour d'autres labels, tels que Modern Music, y compris leur catalogue, et ont même eu un bureau à Dallas,. En 1949, ils décident de créer leur propre label pour le vendre et le distribuer à partir de leur magasin. Ils créent la Macy's Record Distribution Company et utilisent les ACA Studios de Bill Holford à Houston pour enregistrer la musique, un lieu réputé pour la qualité de son qu'il offre.
Les premiers enregistrements publiés sont ceux de Jim Reeves, mais la société se fait une place dans la musique blues en 1949 en enregistrant la chanson Winter Time Blues de Lester Williams, puis en 1950 en signant et en enregistrant Clarence Garlow, qui publie une version de sa chanson Bon Ton Rolla. Le label engage d'autres revendeurs pour distribuer sa musique à Nashville, Atlanta et à la Nouvelle-Orléans.
Ces artistes enregistrent ensuite d'autres chansons pour Macy. Malgré la qualité de sa musique, Macy's n'est pas bien placée sur le marché. Elle était en concurrence avec d'autres marques de Houston telles que Duke-Peacock, D Records, Starday, Freedom, Sittin' In With et Gold Star. En juin 1951, bon nombre de ses artistes emblématiques sont passés chez Modern Records et Aladdin Records, mettant fin à la production du label Macy's. Le catalogue est actuellement détenu par Fivepin Music, basé à Toronto, au Canada. Le catalogue est désormais détenu par Fivepin Music, basé à Toronto.